# The Bootleg Series Vol. 11: The Basement Tapes Complete
Albums de Bob Dylan
The 50th Anniversary Collection 1963
(2014) The 50th Anniversary Collection 1964
(2014)
The Bootleg Series Vol. 11: The Basement Tapes Complete est une compilation de Bob Dylan sortie en 2014. Elle rassemble des enregistrements réalisés par Dylan en 1967 avec les membres du groupe The Band. Une partie des chansons enregistrées à cette époque était déjà parue en 1975 sur le double album The Basement Tapes.

## Titres
Toutes les chansons sont de Bob Dylan, sauf mention contraire.

### CD 1
1. Edge of the Ocean – 2:20
2. My Bucket's Got a Hole in It (Clarence Williams) – 1:34
3. Roll on Train – 2:00
4. Mr. Blue (Dewayne Blackwell) – 1:52
5. Belshazzar (Johnny Cash) – 3:22
6. I Forgot to Remember to Forget (Charlie Feathers, Stanley Kesler) – 3:19
7. You Win Again (Hank Williams) – 2:43
8. Still in Town (Hank Cochran, Harlan Howard) – 3:04
9. Waltzing with Sin (Sonny Burns, Red Hayes) – 2:48
10. Big River (prise 1) (Cash) – 0:43
11. Big River (prise 2) (Cash) – 2:23
12. Folsom Prison Blues (Cash) – 2:46
13. Bells of Rhymney (Idris Davies, Pete Seeger) – 3:16
14. Spanish is the Loving Tongue (Charles Badger Clark) – 3:53
15. Under Control – 2:50
16. Ol' Roison the Beau (trad.) – 4:55
17. I'm Guilty of Loving You – 1:09
18. Cool Water (Bob Nolan) – 3:03
19. The Auld Triangle (Brendan Behan) – 5:47
20. Po' Lazarus (trad.) – 0:59
21. I'm a Fool for You (prise 1) – 1:05
22. I'm a Fool for You (prise 2) – 2:34

### CD 2
1. Johnny Todd (trad.) – 2:05
2. Tupelo (John Lee Hooker) – 2:21
3. Kickin' My Dog Around (trad.) – 2:43
4. See You Later Allen Ginsberg (prise 1) – 0:29
5. See You Later Allen Ginsberg (prise 2) – 0:51
6. Tiny Montgomery – 2:56[3]
7. Big Dog – 0:23
8. I'm Your Teenage Prayer – 3:52
9. Four Strong Winds (Ian Tyson) – 3:41
10. The French Girl (prise 1) (Ian Tyson, Sylvia Tyson) – 2:12
11. The French Girl (prise 2) (Tyson, Tyson) – 3:00
12. Joshua Gone Barbados (Eric Von Schmidt) – 2:45
13. I'm in the Mood (Bernard Besman, Hooker) – 1:58
14. Baby Ain't That Fine (Dallas Frazier) – 2:10
15. Rock, Salt and Nails (Bruce Phillips) – 4:37
16. A Fool Such as I (William Marvin Trader) – 2:57
17. Song for Canada (Pete Gzowski, Tyson) – 4:30
18. People Get Ready (Curtis Mayfield) – 3:15
19. I Don't Hurt Anymore (Donald Robertson, Walter Rollins) – 2:15
20. Be Careful of Stones That You Throw (Benjamin Lee Blankenship) – 3:03
21. One Man's Loss – 3:52
22. Lock Your Door – 0:22
23. Baby, Won't You Be My Baby – 2:52
24. Try Me Little Girl – 1:38
25. I Can't Make It Alone – 3:34
26. Don't You Try Me Now – 3:11

### CD 3
1. Young But Daily Growing (trad.) – 5:40
2. Bonnie Ship the Diamond (trad.) – 3:21
3. The Hills of Mexico (trad.) – 3:05
4. Down on Me (trad.) – 0:42
5. One for the Road – 4:49
6. I'm Alright – 1:45
7. Million Dollar Bash (prise 1) – 2:52
8. Million Dollar Bash (prise 2) – 2:34[4]
9. Yea! Heavy and a Bottle of Bread (prise 1) – 1:50
10. Yea! Heavy and a Bottle of Bread (prise 2) – 2:15[4]
11. I'm Not There (1956) – 5:12[5]
12. Please Mrs. Henry – 2:34[4]
13. Crash on the Levee (Down in the Flood) (prise 1) – 2:10
14. Crash on the Levee (prise 2) – 2:05[4]
15. Lo and Behold! (prise 1) – 2:53
16. Lo and Behold! (prise 2) – 2:49[4]
17. You Ain't Goin' Nowhere (prise 1) – 2:47
18. You Ain't Goin' Nowhere (prise 2) – 2:45[3]
19. I Shall Be Released (prise 1) – 4:04
20. I Shall Be Released (prise 2) – 3:57[6]
21. This Wheel's on Fire (Dylan, Rick Danko) – 3:54[3]
22. Too Much of Nothing (prise 1) – 3:03[4]
23. Too Much of Nothing (prise 2) – 2:50

### CD 4
1. Tears of Rage (prise 1) (Dylan, Richard Manuel) – 4:03
2. Tears of Rage (prise 2) (Dylan, Manuel) – 2:30
3. Tears of Rage (prise 3) (Dylan, Manuel) – 4:14[3]
4. Quinn the Eskimo (prise 1) – 2:02
5. Quinn the Eskimo (prise 2) – 2:16[7]
6. Open the Door Homer (prise 1) – 2:52[4]
7. Open the Door Homer (prise 2) – 0:58
8. Open the Door Homer (prise 3) – 3:14
9. Nothing Was Delivered (prise 1) – 4:26[4]
10. Nothing Was Delivered (prise 2) – 3:43
11. Nothing Was Delivered (prise 3) – 0:33
12. All American Boy (Bobby Bare) – 3:58
13. Sign on the Cross – 7:21
14. Odds and Ends (prise 1) – 1:49
15. Odds and Ends (prise 2) – 1:48[4]
16. Get Your Rocks Off – 3:45
17. Clothes Line Saga (Answer to Ode) – 2:59[4]
18. Apple Suckling Tree (prise 1) – 2:40
19. Apple Suckling Tree (prise 2) – 2:50[4]
20. Don't Ya Tell Henry – 2:30
21. Bourbon Street – 5:04

### CD 5
1. Blowin' in the Wind – 6:35
2. One Too Many Mornings – 3:23
3. A Satisfied Mind (Hayes, Jack Rhodes) – 2:00
4. It Ain't Me, Babe – 3:32
5. Ain't No More Cane (prise 1) (trad.) – 2:41
6. Ain't No More Cane (prise 2) (trad.) – 1:57
7. My Woman She's A-Leavin' – 2:30
8. Santa-Fe – 2:08[6]
9. Mary Lou, I Love You Too – 2:29
10. Dress It Up, Better Have It All – 2:52
11. Minstrel Boy – 1:39[8]
12. Silent Weekend – 3:00
13. What it Gonna Be When it Comes Up –
14. 900 Miles from My Home (trad.) – 2:13
15. Wildwood Flower (A. P. Carter) – 2:11
16. See That My Grave Is Kept Clean (trad.) – 3:33
17. She'll Be Coming 'Round the Mountain (trad.) – 1:39
18. It's the Flight of the Bumblebee – 2:08
19. Wild Wolf – 3:34
20. Goin' to Acapulco – 5:36[3]
21. Gonna Get You Now – 1:30
22. If I Were a Carpenter (Tim Hardin) – 2:23
23. Confidential (Dorina Morgan) – 1:36
24. All You Have to Do is Dream (prise 1) – 3:55
25. All You Have to Do is Dream (prise 2) – 3:19

### CD 6
1. 2 Dollars and 99 Cents – 2:35
2. Jelly Bean – 2:58
3. Any Time – 3:17
4. Down by the Station – 1:29
5. Hallelujah, I've Just Been Moved (trad.) – 3:03
6. That's the Breaks – 4:18
7. Pretty Mary – 3:11
8. Will the Circle Be Unbroken? (Carter) – 2:08
9. King of France – 3:53
10. She's on My Mind Again – 4:18
11. Goin' Down the Road Feeling Bad (trad.) – 3:20
12. On a Rainy Afternoon – 2:52
13. I Can't Come In with a Broken Heart – 2:42
14. Next Time on the Highway – 2:20
15. Northern Claim – 2:04
16. Love is Only Mine – 1:50
17. Silhouettes (Bob Crewe, Frank Slay Jr.) – 1:52
18. Bring it On Home – 3:07
19. Come All Ye Fair and Tender Ladies (trad.) – 2:09
20. The Spanish Song (prise 1) – 2:47
21. The Spanish Song (prise 2) – 2:15
22. 900 Miles fromy My Home / Confidential – 2:26

## Musiciens
- Bob Dylan : chant, guitare acoustique, harmonica, piano
- Rick Danko : chant, basse
- Garth Hudson : orgue
- Richard Manuel : chant, piano, batterie
- Robbie Robertson : chant, guitare électrique, batterie
- Levon Helm : chant, batterie